# فرودگاه شهری کامبرلند (ویسکانسین)
فرودگاه شهری کامبرلند (ویسکانسین) (به انگلیسی: Cumberland Municipal Airport (Wisconsin)) یک فرودگاه همگانی بهره‌برداری هوایی است که یک باند فرود آسفالت دارد و طول باند آن ۱۲۳۴ متر است. این فرودگاه در شهر کومبرلند، ویسکانسین کشور ایالات متحده آمریکا قرار دارد و در ارتفاع ۳۷۸ متری از سطح دریا واقع شده‌است.